# The Girl, Glory
The Girl, Glory è un film muto del 1917 diretto da Roy William Neill sotto la supervisione di Thomas H. Ince.

## Trama
Glory Wharton vive con il nonno Jed, un veterano della guerra civile, ma la loro vita, che potrebbe essere serena e felice, è turbata dal vizio di bere del nonno. Dopo che Jed, ubriaco, cade durante una parata, Glory decide di passare all'azione. Consapevole che non riuscirà a guarire il nonno dal suo vizio finché il saloon cittadino resterà aperto, pianifica di far chiudere il locale. Per raggiungere il suo scopo, riesce a convincere Sport Morgan, il figlio del proprietario del saloon, a portarla nel locale. Lì, Glory finge di essere rimasta intossicata dall'alcol e, simulando, si comporta in maniera talmente disgustosa che le autorità cittadine sono portate a revocare la licenza di Morgan. Quando il trucco viene scoperto, Glory diventa per tutta la cittadinanza una sorta di eroina. Il nonno si ravvede e Glory sposa Bruce Crawford, il pastore della città.

## Produzione
Il film, con il titolo di lavorazione Glory, fu prodotto dalla Kay-Bee Pictures e dalla New York Motion Picture.
La protagonista, l'attrice australiana Enid Bennett, e Margery Bennett, altra interprete della pellicola, erano sorelle.

## Distribuzione
Distribuito dalla Triangle Distributing e presentato da Thomas H. Ince, il film uscì nelle sale cinematografiche degli Stati Uniti il 10 giugno 1917. In Finlandia, fu distribuito il 9 febbraio 1920.